# クラウス・シリング

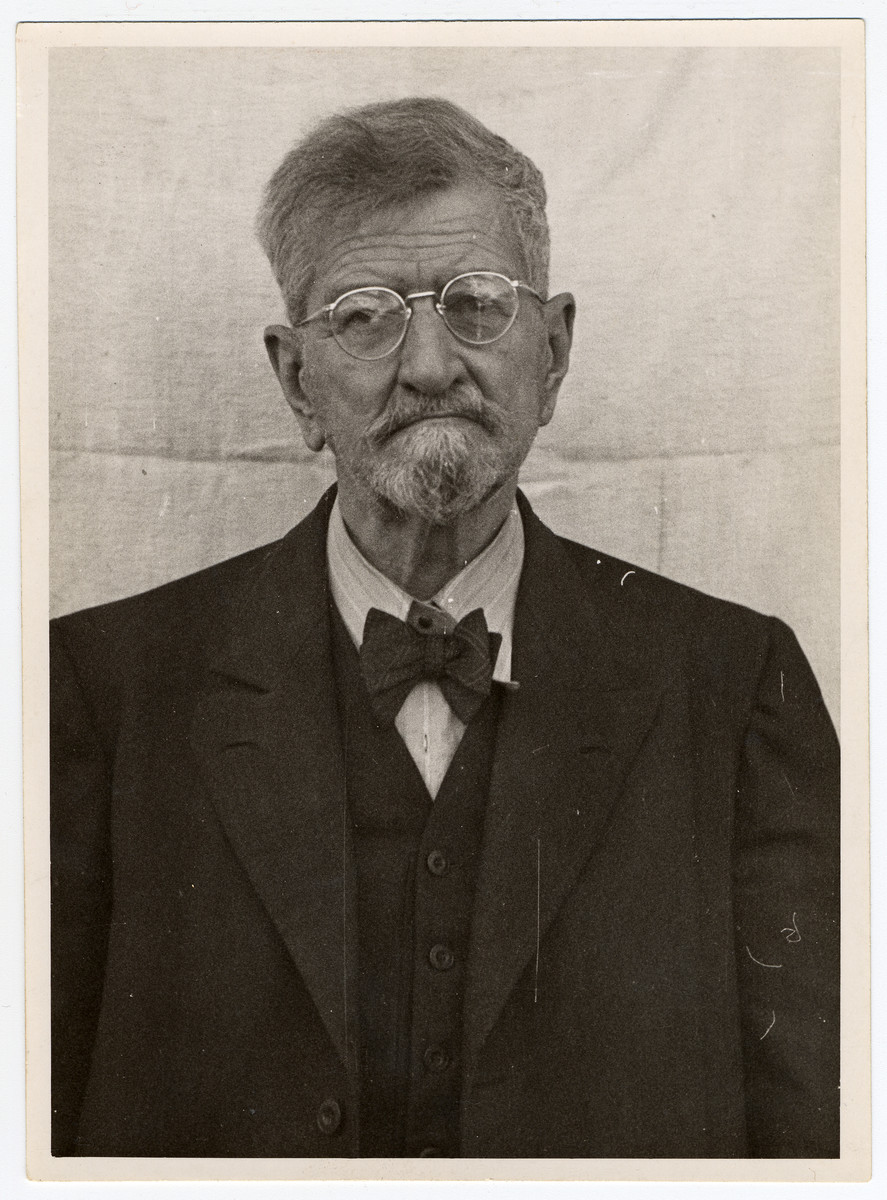
逮捕後のクラウス・シリング（1945年）

クラウス・カール・シリング（ドイツ語: Claus Karl Schilling, 1871年7月5日 - 1946年5月28日）は、ドイツの医学者。熱帯医学の博士号を有する。また、ダッハウ強制収容所内にマラリア治療の為の研究所を設置していたことで知られる。名はKlausとも書かれる。門下に呉建がいる。

## 経歴
1871年、ミュンヘンにて生を受ける。1898年からはベルリン大学のロベルト・コッホに師事し、マラリアに関する研究を行った。トーゴおよびドイツ領東アフリカで医師として勤務した後、ロベルト・コッホ研究所にて熱帯医学部長に選ばれる。1920年代、シリングはイタリアおよびベルリンの病院で精神病患者に対する血清学的実験を行った。1936年には教授（Professor）となり、以後定年まで務めた。1941年11月、ローマにて全国健康指導者レオナルド・コンティと会談し、ハインリヒ・ヒムラーSS長官がダッハウ強制収容所にてマラリア研究を継続するように求めている旨を伝えられた。
1942年2月、シリングはダッハウ収容所内でマラリア治療に関する研究に着手した。彼はマラリア治療に関する研究を行う為、マラリア原虫を持つ蚊に晒したり、あるいは唾液腺に直接原虫を注射することで人為的に収容者らにマラリアを発症させていた。こうした非人道的な人体実験に利用された収容者は1,000人以上になると言われている。彼が開発した合成マラリア治療薬「ボーリンガー2516」（Boehringer 2516）の効果も収容者らを利用して確かめられた。当初はポーランド出身の聖職者らが実験体として使用され、後にはイタリア人やロシア人も使われた。人体実験による直接の死者は30名程度で、その後の影響による死者は300人から400人程度であった。人体実験は複数回行われたが、ヒムラーの直接の命令による実験は1945年4月5日の1度のみだった。シリングの助手医師は1943年4月頃までルドルフ・ブラヒテルが務めていたが、その後1944年半ばまではクルト・プレトナーが務めた。

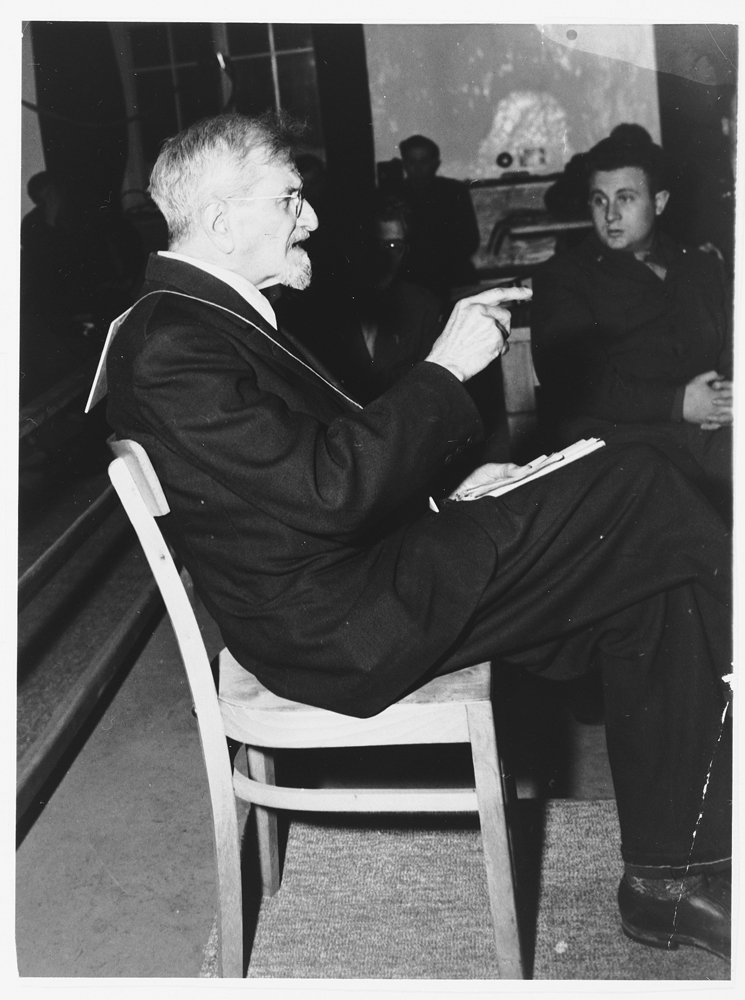
ダッハウ主要裁判中、被告として証言を行うシリング（1945年11月15日）

敗戦後の1945年11月15日、シリングはダッハウ主要裁判の中でその他の39人の被告とともに起訴を受けた。1945年12月13日、シリングの死刑が確定する。判決の中で、彼はマラリアに関する擬似医療的実験とその全ての犠牲者について責任を負うものとされた。ノーベル化学賞受賞者のハインリッヒ・ヴィーラントは、1945年12月31日に発表した個人的な声明の中でシリングの死刑判決に言及し、「彼（シリング）は真の研究者であり、科学的な目標を情熱的に追求する男だった。秘密を作らず率直に語る彼は、私にとっては党組織の側に立つ辛口のライバルだった。これは大きな犠牲だが、しかし、彼は行かねばならないのだろう」と述べた。
1946年5月28日、ランツベルク戦犯収容所にてクラウス・シリングの絞首刑が執行された。